# Levi Stubbs
Levi Stubbs (6. juni 1936 – 17. oktober 2008) var en amerikansk sanger, der blev kendt som forsanger i R&B-gruppen Four Tops. 
Han var døbt Levi Stubbles i Detroit, og her fandt han i high school sammen med tre andre unge mænd, der gerne ville synge. De dannede i 1954 gruppen The Four Aims, der et par år senere blev ændret til Four Tops. Gruppen levede relativt upåagtet, til de i 1963 skiftede til Motown Records, hvor de efterhånden ændrede musikalsk stil fra et meget jazz-præget repertoire til pop-soul. Forandringen blev sat i værk af sangskriver-teamet Holland-Dozier-Holland, og i 1965 kom gennembruddet med numre som "Baby I Need Your Loving", "I Can't Help Myself", "It's the Same Old Song" og "Reach Out I'll Be There". 
Stubbs var egentlig baryton, men disse numre blev skrevet til tenorområdet, så han var nødt til at presse stemmen for at synge dem. Det gav et karakteristisk insisterende udtryk, som blev gruppens varemærke. 
Skønt gruppen ikke helt kunne bevare sin popularitet, fortsatte den med at indspille og optræde i mange år i uændret udgave, til Lawrence Payton i 1995 døde. Men en erstatning for ham fortsatte gruppen, men Stubbs måtte forlade den i 2000, da han efterhånden var blevet for mærket af en cancersygdom, som var blevet diagnosticeret fem år forinden.
Ud over deltagelse i Four Tops har Stubbs haft enkelte filmoptrædender i form af stemmelægning, mest markant i Gys i blomsterbutikken, hvor han lagde stemme til den kødædende plante Audrey II.

## Reference
1. ↑  LA Times: „Levi Stubbs, lead singer of the Four Tops, dies at 72“, 17. oktober 2008.